# Tikkakoski-Nyrölä
Tikkakoski-Nyrölä est un  district de Jyväskylä en Finlande.

## Description
Tikkakoski-Nyrölä comprend les quartiers suivants: Nyrölä, Kuikka, Tikka-Mannila, Tikkakoski et Kuukanpää.